# FOURCE
FOURCE was een Nederlandse boyband bestaande uit de zangers Max Mies, Jannes Heuvelmans, Niels Schlimback en Ian Kuyper. In 2017 wonnen zij de nationale finale van het Junior Songfestival. Op 26 november 2017 was de internationale show in Georgië, waar de groep vierde werd met het nummer Love me. Sindsdien hebben ze twee albums en tientallen singles uitgebracht. Op 11 december 2022 hebben ze voor het laatst opgetreden tijdens Symphonic Christmas 2022.

## Junior Songfestival
De vier jongens deden solo auditie voor het Junior Songfestival 2017, de Nederlandse voorronde voor het Junior Eurovisiesongfestival, en werden na de audities bij elkaar gezet als jongensgroep. Op 15 juni 2017 maakten ze de bandnaam FOURCE bekend, die gekozen werd uit vele inzendingen van fans. Ze wonnen op 9 september 2017 de tweede halve finale met hun cover van There's nothing holdin' me back van Shawn Mendes. Tijdens de finale op 16 september 2017 wisten ze de jury te overtuigen met hun cover van September Song van JP Cooper. Op 26 november 2017 vertegenwoordigde FOURCE Nederland tijdens het Junior Eurovisiesongfestival 2017 in Tbilisi met hun nummer Love me. Ze eindigden daar als vierde. Van alle deelnemende landen bleek FOURCE het populairst onder de tv-kijkers: ze kregen de meeste punten van de tele-voters.

## Concerten
FOURCE gaf op 9 december 2018 hun eerste concert in de grote zaal van poppodium 013 in Tilburg. Op 14 en 15 september 2019 gaven ze twee uitverkochte concerten in The BOX in Amsterdam. De voorgenomen concerten in april 2020 in De Bonte Wever in Assen en de Brabanthallen in Den Bosch zijn vanwege de coronacrisis afgelast. De geplande concerten in november 2020 in Rotterdam Ahoy werden vanwege de aangescherpte coronamaatregelen twee keer verplaatst: eerst naar mei 2021 en vervolgens naar september. De geplande theatertournee in het voorjaar van 2021 langs 18 theaters door heel Nederland werd verplaatst naar de zomer. Een groot kerstconcert met symfonieorkest en koor werd vanwege de voortdurende coronapandemie verplaatst van december 2021 naar december 2022.

## Discografie

### Albums
| Titel        | Verschijningsdatum | Aantal tracks | Opmerkingen |
| ------------ | ------------------ | ------------- | ----------- |
| Blijf bij me | 09-12-2018         | 10            |             |
| 4X4          | 15-06-2020         | 16            |             |

### Singles
| Titel                                       | Verschijningsdatum | Opmerkingen                                         |
| ------------------------------------------- | ------------------ | --------------------------------------------------- |
| Love me                                     | 06-10-2017         | inzending Junior Eurovisiesongfestival 2017         |
| Ik heb de wereld                            | 02-03-2018         | filmsong Pieter Konijn                              |
| Voorbij                                     | 20-04-2018         | geschreven door o.a. Wudstik                        |
| Youth                                       | 27-07-2018         | origineel van Shawn Mendes                          |
| Rise                                        | 24-08-2018         | origineel van Jonas Blue                            |
| Niemand                                     | 21-09-2018         |                                                     |
| Kogelvrij                                   | 16-11-2018         |                                                     |
| Afterparty                                  | 23-11-2018         | geschreven door o.a. Jannes Heuvelmans              |
| Forever                                     | 30-11-2018         | in samenwerking met Pieter Gabriel                  |
| The Most Wonderful Time                     | 07-12-2018         | origineel van Andy Williams                         |
| Lopen op de maan                            | 04-01-2019         | filmsong How to Train Your Dragon: The Hidden World |
| Feller dan het licht                        | 08-03-2019         |                                                     |
| High Hopes                                  | 17-05-2019         | origineel van Panic! at the Disco                   |
| Zomerliefde                                 | 19-07-2019         |                                                     |
| Over en uit                                 | 30-08-2019         | geschreven door o.a. Jannes Heuvelmans              |
| 10,000 Hours                                | 20-12-2019         | origineel van Dan + Shay & Justin Bieber            |
| Sterren van de hemel                        | 28-02-2020         | geschreven door o.a. Jannes Heuvelmans              |
| Sterren van de hemel (Pieter Gabriel remix) | 13-03-2020         | in samenwerking met Pieter Gabriel                  |
| It's Alright                                | 03-04-2020         | origineel van East 17                               |
| Ga je mee                                   | 29-05-2020         |                                                     |
| Samen alleen                                | 24-07-2020         | in samenwerking met TOMMY                           |
| Breathin                                    | 14-08-2020         | origineel van Ariana Grande                         |
| Niks meer van me aan                        | 04-09-2020         | geschreven door Stefania en Jannes Heuvelmans       |
| Weg van jou                                 | 16-10-2020         | geschreven door o.a. Rein van Duivenboden           |
| Weg van jou (Neil Alexander remix)          | 27-11-2020         | in samenwerking met Neil Alexander                  |
| Met niemand delen                           | 15-01-2021         | geschreven door Jannes Heuvelmans en Mex Noijar     |
| Met niemand delen (Mex Noijar remix)        | 12-02-2021         | in samenwerking met Mex Noijar                      |
| Non-stop                                    | 26-03-2021         | geschreven door o.a. Jannes Heuvelmans              |
| Love me (Akoestisch)                        | 30-07-2021         |                                                     |
| A Million Dreams                            | 27-08-2021         | uit The Greatest Showman                            |
| Realisatie                                  | 18-03-2022         | geschreven door o.a. Jannes Heuvelmans              |
| Realisatie (Levin Ross remix)               | 29-07-2022         | in samenwerking met Levin Ross                      |

## Prijzen en nominaties
| Jaar | Prijs                          | Categorie               | Resultaat   |
| ---- | ------------------------------ | ----------------------- | ----------- |
| 2018 | Zapp Award                     | Beste Artiest           | Gewonnen    |
| 2018 | Kids Top 20 Award              | Grootste Ster           | Gewonnen    |
| 2018 | VEED Award                     | Beste Instagrammer      | Genomineerd |
| 2018 | Tina Award                     | Beste Zangtalent        | Genomineerd |
| 2019 | Zapp Award                     | Beste Artiest           | Genomineerd |
| 2019 | VEED Award                     | Beste Muziek YouTuber   | Genomineerd |
| 2019 | Tina Award                     | Beste Talent            | Genomineerd |
| 2020 | Nickelodeon Kids' Choice Award | Favo Ster NL            | Genomineerd |
| 2020 | Tina Award                     | Grootste Talent         | Genomineerd |
| 2021 | Nickelodeon Kids' Choice Award | Beste Fan-Squad NL & BE | Gewonnen    |